# Turó del Rull
El Turó del Rull és una muntanya de 319,1 metres a l'àmbit de Bigues (poble del Vallès) al nord-oest de Vallroja i el Pla, al nord del Pla del Vermell, al nord-est de Can Perera i a migdia de Can Prat de la Riba. S'hi han trobat traces importants d'un jaciment ibèric.